# Ranking Académico de las Universidades del Mundo
La Clasificación Académica de las Universidades del Mundo (en inglés: Academic Ranking of World Universities, ARWU), también conocido como Clasificación de Shanghái (Shanghai Ranking), es una de las clasificaciones  universitarias más conocidas mundialmente. Se trata de un listado recopilado por un grupo de especialistas de la Universidad Jiao Tong de Shanghái, China, para valorar la calidad de las 1.000 mejores universidades del mundo.

## Metodología
La clasificación se realiza desde el año 2003 y actualizado anualmente. Desde el 2009, la ordenación ha sido publicada por la Consultoría de clasificación de Shanghai. Su misión es utilizar criterios cuantificables, objetivos, "para proporcionar un punto de referencia mundial" frente a las distintas universidades de China, por lo que "podrían evaluar su progreso." El objetivo de la ARWU es para las universidades chinas para "ponerse al día" en la "investigación científica dura".
Este listado incluye las mayores instituciones de educación superior del mundo. Las universidades están ordenadas de acuerdo a una fórmula que toma en cuenta los factores siguientes:
- Número de galardonados con el Premio Nobel o la Medalla Fields ya sea formados en la universidad (con una ponderación del 10%) o trabajando en la misma (ponderación: 20%).
- Número de investigadores altamente citados en 21 temas generales (20%).
- Número de artículos publicados en las revistas científicas Science y Nature (20%).
- Número de trabajos académicos registrados en los índices del Science Citation Index y el Social Science Citation Index (20%).
- "Producción per capita", es decir, la puntuación de todos los indicadores anteriores dividida entre el número de académicos a tiempo completo (10%).[5]

| Criterio                   | Indicador                                                                              | Código  | Peso | Fuente |
| -------------------------- | -------------------------------------------------------------------------------------- | ------- | ---- | --- |
| Calidad de la educación    | Alumnos como ganadores de Premio Nobel & Medalla Fields                                | Alumno  | 10%  | 1=Fuentes oficiales adoptadas por ARWU: Nobel Laureate Web, Fields Medalist Web, Thomson Reuters' survey of highly cited researchers & Thomson Reuters' Web of Science Archivado el 7 de abril de 2015 en Wayback Machine. |
| Calidad de la facultad     | Staff de Premios Nobel & Medallas Fields                                               | Premios | 20%  | Página web oficial de Premios Nobel & Medalla Fields |
| Calidad de la facultad     | Alta citación en investigación en 21 categorías                                        | HiCi    | 20%  | Thomson Reuters' fuente de citaciones en investigación\| |
| Investigaciones publicadas | Artículos publicados en Nature y Science                                               | N&S     | 20%  | Citation index |
| Investigaciones publicadas | Artículos indexados en Science Citation Index-expanded y Social Science Citation Index | PUB     | 20%  | Citation index |
| Rendimiento per cápita     | Rendimiento académico per cápita de la institución                                     | PCP     | 10%  | - |
| 1.                         |                                                                                        |         |      | |

## Clasificatoria

### Las diez mejor clasificadas del mundo[7]
| Universidad                              | 2015 | 2016 | 2017 | 2018 | 2019 | 2021 |
| ---------------------------------------- | ---- | ---- | ---- | ---- | ---- | ---- |
| Universidad de Harvard                   | 1    | 1    | 1    | 1    | 1    | 1    |
| Universidad Stanford                     | 2    | 2    | 2    | 2    | 2    | 2    |
| Universidad de Cambridge                 | 5    | 4    | 3    | 3    | 3    | 3    |
| Instituto de Tecnología de Massachusetts | 3    | 3    | 3    | 3    | 3    | 3    |
| Universidad de Princeton                 | 6    | 6    | 6    | 6    | 6    | 6    |
| Universidad de Oxford                    | 10   | 7    | 7    | 7    | 7    | 7    |
| Universidad de Columbia                  | 8    | 9    | 8    | 8    | 8    | 8    |
| Instituto de Tecnología de California    | 7    | 8    | 9    | 9    | 9    | 9    |
| Universidad de Chicago                   | 9    | 10   | 10   | 10   | 10   | 10   |

### Las mejor clasificadas deIberoamérica
| Posición iberoamericana | Posición global | Universidad                                 | País       |
| ----------------------- | --------------- | ------------------------------------------- | ---------- |
| 1                       | 101-150         | Universidad de São Paulo                    | Brasil     |
| 2=                      | 151-200         | Universidad de Barcelona                    | España     |
| 2=                      | 151-200         | Universidad de Lisboa                       | Portugal   |
| 4=                      | 201-300         | Universidad Autónoma de Barcelona           | España     |
| 4=                      | 201-300         | Universidad de Buenos Aires                 | Argentina  |
| 4=                      | 201-300         | Universidad Complutense de Madrid           | España     |
| 4=                      | 201-300         | Universidad de Granada                      | España     |
| 4=                      | 201-300         | Universidad Nacional Autónoma de México     | México     |
| 4=                      | 201-300         | Universidad de Valencia                     | España     |
| 10=                     | 301-400         | Universidad Autónoma de Madrid              | España     |
| 10=                     | 301-400         | Universidad Estatal de Campinas             | Brasil     |
| 10=                     | 301-400         | Universidad Estatal Paulista                | Brasil     |
| 10=                     | 301-400         | Universidad de Oporto                       | Portugal   |
| 10=                     | 301-400         | Universidad del País Vasco                  | España     |
| 10=                     | 301-400         | Universidad Politécnica de Valencia         | España     |
| 10=                     | 301-400         | Universidad Pompeu Fabra                    | España     |
| 17=                     | 401-500         | Universidad de Chile                        | Chile      |
| 17=                     | 401-500         | Universidad Federal de Minas Gerais         | Brasil     |
| 17=                     | 401-500         | Universidad Federal de Río Grande del Sur   | Brasil     |
| 17=                     | 401-500         | Universidad Federal de Río de Janeiro       | Brasil     |
| 17=                     | 401-500         | Universidad del Miño                        | Portugal   |
| 17=                     | 401-500         | Universidad Nueva de Lisboa                 | Portugal   |
| 17=                     | 401-500         | Universidad de Oviedo                       | España     |
| 17=                     | 401-500         | Universidad de Santiago de Compostela       | España     |
| 17=                     | 401-500         | Universidad de Sevilla                      | España     |
| 17=                     | 401-500         | Universidad de Zaragoza                     | España     |
| 27=                     | 501-600         | Instituto Politécnico Nacional              | México     |
| 27=                     | 501-600         | Pontificia Universidad Católica de Chile    | Chile      |
| 27=                     | 501-600         | Universidad de Coímbra                      | Portugal   |
| 27=                     | 501-600         | Universidad de las Islas Baleares           | España     |
| 27=                     | 501-600         | Universidad de Navarra                      | España     |
| 27=                     | 501-600         | Universidad Politécnica de Madrid           | España     |
| 27=                     | 501-600         | Universidad Rovira i Virgili                | España     |
| 27=                     | 501-600         | Universidad de Vigo                         | España     |
| 35=                     | 601-700         | Universidad de Alicante                     | España     |
| 35=                     | 601-700         | Universidad de Aveiro                       | Portugal   |
| 35=                     | 601-700         | Universidad Federal de Paraná               | Brasil     |
| 35=                     | 601-700         | Universidad Federal de São Paulo            | Brasil     |
| 35=                     | 601-700         | Universidad Jaime I                         | España     |
| 35=                     | 601-700         | Universidad de La Laguna                    | España     |
| 35=                     | 601-700         | Universidad Miguel Hernández de Elche       | España     |
| 42=                     | 701-800         | Universidad de Brasilia                     | Brasil     |
| 42=                     | 701-800         | Universidad de Córdoba                      | España     |
| 42=                     | 701-800         | Universidad de Extremadura                  | España     |
| 42=                     | 701-800         | Universidad Federal Fluminense              | Brasil     |
| 42=                     | 701-800         | Universidad Federal de São Carlos           | Brasil     |
| 42=                     | 701-800         | Universidad Federal de Santa Catarina       | Brasil     |
| 42=                     | 701-800         | Universidad de Jaén                         | España     |
| 42=                     | 701-800         | Universidad de Lérida                       | España     |
| 42=                     | 701-800         | Universidad de Málaga                       | España     |
| 42=                     | 701-800         | Universidad de Murcia                       | España     |
| 42=                     | 701-800         | Universidad Nacional de Colombia            | Colombia   |
| 42=                     | 701-800         | Universidad Politécnica de Cataluña         | España     |
| 42=                     | 701-800         | Universidad de Salamanca                    | España     |
| 55=                     | 801-900         | Universidad de Alcalá                       | España     |
| 55=                     | 801-900         | Universidad de Cantabria                    | España     |
| 55=                     | 801-900         | Universidad de Castilla-La Mancha           | España     |
| 55=                     | 801-900         | Universidad de Concepción                   | Chile      |
| 55=                     | 801-900         | Universidad Federal de Goiás                | Brasil     |
| 55=                     | 801-900         | Universidad Federal de Pelotas              | Brasil     |
| 55=                     | 801-900         | Universidad Federal de Pernambuco           | Brasil     |
| 55=                     | 801-900         | Universidad Federal de Río Grande del Norte | Brasil     |
| 55=                     | 801-900         | Universidad Federal de Viçosa               | Brasil     |
| 55=                     | 801-900         | Universidad de Gerona                       | España     |
| 55=                     | 801-900         | Universidad de Las Palmas de Gran Canaria   | España     |
| 55=                     | 801-900         | Universidad Pablo Olavide                   | España     |
| 55=                     | 801-900         | Universidad de Valladolid                   | España     |
| 68=                     | 901-1000        | Universidad Andrés Bello                    | Chile      |
| 68=                     | 901-1000        | Universidad de Cádiz                        | España     |
| 68=                     | 901-1000        | Universidad Carlos III de Madrid            | España     |
| 68=                     | 901-1000        | Universidad de Costa Rica                   | Costa Rica |
| 68=                     | 901-1000        | Universidad Estatal de Río de Janeiro       | Brasil     |
| 68=                     | 901-1000        | Universidad Federal de Bahía                | Brasil     |
| 68=                     | 901-1000        | Universidad Federal de Ceara                | Brasil     |
| 68=                     | 901-1000        | Universidad Federal de Mato Grueso del Sur  | Brasil     |
| 68=                     | 901-1000        | Universidad Federal de Santa María          | Brasil     |
| 68=                     | 901-1000        | Universidad de la República                 | Uruguay    |
| 68=                     | 901-1000        | Universidad Rey Juan Carlos                 | España     |

| País                  | Universidades |
| --------------------- | ------------- |
| España                | 40            |
| Brasil                | 22            |
| Portugal              | 6             |
| Chile                 | 4             |
| México                | 2             |
| Argentina             | 1             |
| Colombia              | 1             |
| Costa Rica            | 1             |
| Uruguay               | 1             |
| Total en Iberoamérica | 78            |

## Méritos y críticas del sistema
Esta clasificación tiene el honor de ser la primera clasificación mundial de universidades publicada. Además está considerado como una de las tres clasificaciones de universidades del mundo más influyentes y ampliamente observadas, junto con la QS World University Rankings y la Clasificación de universidades del mundo de The Times. Su metodología coherente y objetiva es alabada en comparación con otras clasificaciones.
En cambio, este sistema ha sido criticado por su enfoque, más pesado en las ciencias naturales que para ciencias sociales, o humanidades, a la hora de investigar sobre la calidad de la instrucción. También han surgido voces en países como España que cuestionan la validez de la clasificación china por valorar solo factores como premios o publicaciones internacionales.